# 琳賽·皮拉斯
琳賽·皮拉斯（英語：Lindsey Pelas，1991年5月12日—），美國女模特兒和演員。2014年5月，她成為了《花花公子》的模特兒及年度網絡女孩。
2015年，她與艾比蓋兒·瑞秋福特一同出現於聖誕特別節目《8th Annual Babes in Toyland》。同年，皮拉斯也於電影《終極救援》中演出。

## 外部連結
- 官方网站
- 琳賽·皮拉斯在互联网电影资料库（IMDb）上的資料（英文）
- 琳賽·皮拉斯的X（前Twitter）